# 蔡妈辉
蔡妈辉（1946年—2013年），广东海丰人，汉族，中华人民共和国企业家、第十一届全国人民代表大会广东地区代表。
担任汕尾市海丰县海发食品贸易公司、海崇畜牧发展有限公司董事长。2008年起担任全国人大代表。